# La Quinta (Chile)
La Quinta es un pequeño poblado ubicado junto a Cachapoal en la comuna de San Carlos en la Región de Ñuble, Chile.
A un kilómetro del centro de Cachapoal y 23 kilómetros de San Carlos, debido a su cercanía con el ya nombrado pueblo se confunde con otro sector más de Cachapoal.
Según el censo de 2002 la localidad tenía una población de 98 habitantes que en 2008 podría llegar a los 113.